# 民事法研究会
株式会社民事法研究会（みんじほうけんきゅうかい）は、東京都渋谷区に本社を置く日本の出版社。

## 事業内容
会社名が示すとおり、民事法関連の書籍を専門に出版している。特に、民事訴訟法や登記法、消費者法、労働法の出版物が多い。
また、民事法に関する調査や研究の受託、民事法に関する研究会やセミナーの企画・運営、書籍の出版に関する編集の受託も行っている。